# P-Fenilén-diamin
A para-fenilén-diamin vagy 1,4-fenilén-diamin, röviden PPD egy szerves molekula, képlete C6H4(NH2)2. Ez az anilinszármazék egy fehér por, de levegőn állva az oxidáció hatására sötétül. Főként műszaki polimerek gyártásának alapanyagaként használatos, de felhasználják hajfestékekben is.

## Előállítása
A PPD háromféle módon állítható elő. Leggyakrabban a 4-nitro-klórbenzolt reagáltatják ammóniagázzal, majd az így keletkező 4-nitroanilint hidrogénezik.
{\displaystyle \mathrm {Cl\!-\!C_{6}H_{4}\!-\!NO_{2}+2\ NH_{3}\rightarrow H_{2}N\!-\!C_{6}H_{4}\!-\!NO_{2}+NH_{4}Cl} }
{\displaystyle \mathrm {H_{2}N\!-\!C_{6}H_{4}\!-\!NO_{2}+3\ H_{2}\rightarrow H_{2}N\!-\!C_{6}H_{4}\!-\!NH_{2}+2\ H_{2}O} }
A DuPont-féle eljárással az anilint először difeniltriazinná alakítják, amiből aztán savas katalízissel 4-aminoazobenzolt csinálnak. Az utóbbi termék hidrogénezésével PPD állítható elő.

## Felhasználása

### Polimerek prekurzoraként
A PPD az aramid-típusú műanyagok és rostok, például a Kevlar fontos prekurzora. Ez a műanyag a PPD és tereftaloil-klorid reakciójából származtatható. Ha a PPD-t foszgénnel reagáltatjuk, diizocianátok jönnek létre, amik a poliuretán műanyagok prekurzorai.

A Kevlar molekulaszerkezete: a monomert megvastagított, a hidrogénkötéseket szaggatott vonallal jelöltük.

### Festékként
A vegyület egy közönséges hajfesték. Ezen felhasználását azonban felváltják egyéb anilinszármazékok, például a 2,5-diamino(hidroxietilbenzol) és a 2,5-diaminotoluol. Hasonlóan fontos lehet a tetraaminopirimidin, az indoanilinek és indofenolok. A diaminopirazol származékai vörös vagy ibolya színt adnak. Ezen felhasználásokban a majdnem színtelen prekurzorok oxidálódnak a festékanyaggá.

### Gumik antioxidánsaként
A PPD könnyen oxidálódik, e tulajdonságuk miatt használják fel a p-fenilén-diamint és származékait a gumikészítmények gyártásakor. A szubsztituensek, például a naftil, izopropil stb. antioxidáns tulajdonságuk mellett bőrirritáló hatásuk van.

## Fordítás
Ez a szócikk részben vagy egészben  a   p-Phenylenediamine című angol Wikipédia-szócikk ezen változatának fordításán alapul.  Az eredeti cikk szerkesztőit annak laptörténete sorolja fel. Ez a jelzés csupán a megfogalmazás eredetét és a szerzői jogokat jelzi, nem szolgál a cikkben szereplő információk forrásmegjelöléseként.